# Xanthoparmelia lagunebergensis
Xanthoparmelia lagunebergensis är en lavart som beskrevs av Hale. Xanthoparmelia lagunebergensis ingår i släktet Xanthoparmelia och familjen Parmeliaceae.   Inga underarter finns listade i Catalogue of Life.